# Campaspero
Campaspero és un municipi situat a la província de Valladolid (Castella i Lleó), tocant al límit amb la província de Segovia. És el municipi de la província de Valladolid que a més gran altiud, a 900 metres. Forma part de la regió històrica de Castella, i més concretament de Castella la Vella.
Com la majoria de pobles de les Comunidades de Villa y Tierra de Cuéllar, de la qual formà part, Campaspero es va fundar probablement a principi del segle xi, dins del marc de la repoblació de la Riba del Duero, que com la de Valladolid, fou encomanada a Pedro Ansúrez.
Des d'aleshores fins al 1833, el municipi formà part de la província de Segòvia tot i que, a causa de la proximitat amb la Comunidad de Villa y Tierra de Peñafiel, va mantenir uns vincles molt estrets amb la província de Valladolid fins que, finalment, hi fou adherida.

## Origen del topònim
Hi ha quatre hipòtesis sobre l'origen del nom de Campaspero:
- Es pot entendre l'origen del nom de Campaspero amb relació a la frase al camp t'espero, que apareix a les llegendes de moros i cristians, i que té una clara connotació bèl·lica. Segons el relat basat en la tradició, el fet que la localitat és al centre d'un ampli erm, a camp obert, i entre dues places fortes com Cuéllar i Peñafiel, va provocar que Campaspero fora el camp bèl·lic ideal de les batalles entre ambdós bàndols, com que Cuéllar era plaça musulmana i Peñafiel cristiana.[1][2]
- La segona hipòtesi és la que relaciona el terme amb Camps de Pero. Si tenim en compte que Campaspero va ser repoblat per Pedro Ansúrez, i que a l'època, el nom Pere apareix documentat nombroses vegades com Pero, es podria determinar que la formació del topònim fos la següent: Camps de Pero → Campus Pero → Campaspero. Perosillo, un altre poble pròxim conté el monema Pero, que d'atribueix al fundador, un tal Pedro Siello o Pero Siello, segons aparegui documentat.[2]

- Una altra possibilitat és una evolució a partir de Camps de Pedra o Camp Petri. Des d'un punt de vista semàntic, una evolució de Pedra a Pero, passant per Pedro seria possible. L'origen rauria aleshores a les pedreres de la localitat que els campasperans van explotar des del començament de l'assentament.[2]
- La quarta i última hipòtesi és la que es fixa en l'antic nom de Campo Áspero, present en nombrosos documents, com l'arrel del topònim actual. El pedregós terreny i el rigorós clima van servir, sense dubte, per a atorgar a aquest camp el qualificatiu d'aspre.[1][2]

## Escut i bandera
L'escut de Campaspero és un escut partit: 
- primer d'or, amb set gaies ondulades de gules naixents de l'esquerra;
- segon, d'atzur, tres arbres de sinople posats en faixa; mig tallat, fajat de sable i or. Al timbre, una corona reial tancada.[3]

Aquest escut va ser adoptat a la dècada del 1990, i substitueix l'antic escut que compartia la mateixa descripció heràldica, però canviant només la corona, que era mural. Aquest escut, va ser adoptat en temps de la Segona República. Malgrat això, hi ha unes quantes representacions de l'escut amb corona reial oberta.
La bandera municipal de Campaspero incorpora l'escut sobre un fons carmesí, color característic en moltes banderes municipals castellanes.

## Història

### Context
| Torrescárcela Aldealbar Bahabón Campaspero Cogeces del Monte Santibáñez |

 Pobles actuals pertanyents al Sexmo de Valcorba.

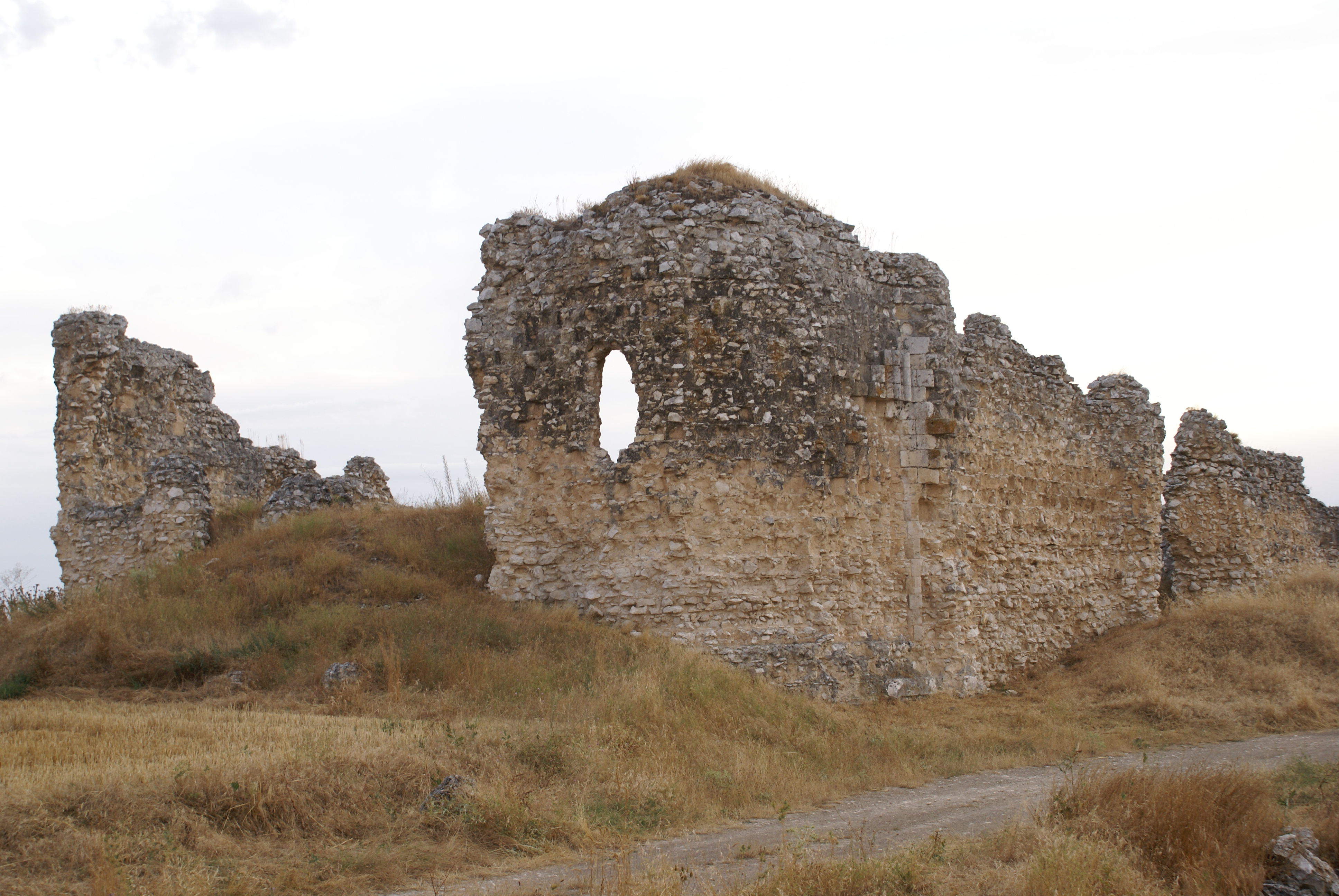
Convent de Santa María de Oreja, nucli monacal des del que va poder haver nascut Campaspero al transcurs del o a començament del.

Segurament Campaspero es va crear durant el segle xi, a la mateixa època que van sorgir la resta dels pobles de la Comunitat de Vila i Terra de Cuéllar, que es desenvoluparen al voltant i sota la jurisdicció i influència d'aquesta vila.
Juntament amb Minguela (esmentat com Mingella), Pociague i Pociaguillo (tots dos esmentats com Pociagüe o Poziyagüe, Grande i Chico i actualment junt a Minguela, despoblats), Bahabón, Cogeces del Monte, Torrescárcela i Aldealbar (esmentat com Aldea del Vall) i Santibáñez de Valcorba, van formar el Sexmo de Valcorba, una comarca natural que comprèn la vall del torrent Valcorba.
El el naixement de tants nuclis nous va ser la conseqüència de la repoblació de les terres de la Vall del Duero, que durant alguns segles havien romàs desertes. Al segle viii, la invasió àrab va fer que els nuclis cristians de la península es desplacessin cap al nord a les muntanyes d'Astúries, les terres de Navarra i l'actual País Basc. La coincidència d'aquests fets amb una època de sequeres i fams, que es perllongà des de l'any 750 fins al 756, va obligar els musulmans de la Vall del Duero a retirar-se cap al sud. Aquest fet, unit a la importància que va cobrar el nucli asturià, on els efectes de la sequera i la fam van ser menys acusats, va fer que Alfons I d'Astúries recorregués tota la conca del Duero cercant pobladors per traslladar-los al nord. Per aquest motiu, aquesta regió que s'estén des del Sistema Central fins a la Serralada Cantàbrica, com en altres zones de la península Ibèrica, va quedar pràcticament deserta. Per això, no sembla pas que Campaspero existís ja en aquella època.
El segle xi fou una època d'un notable increment demogràfic a Europa, que va duplicar la seva població al llarg del segle. Aix, no és estrany que es desenvolupés un nucli de població com Campaspero, i també la majoria dels pobles de la zona. El segon factor d'importància va ser l'empenta que van realitzar els reis cristians en aquell segle amb l'avançament de la Reconquesta fins al Sistema Central.
Tanmateix, la repoblació d'aquestes terres, durant segles deshabitades, va resultar difícil i va requerir uns certs estímuls. Així, als segles x i xi, prèviament a l'assentament de noves viles i llocs, s'hi van crear monestirs, i els monjos eren els pioners de la repoblació; s'establien en aquestes terres hostils i atreien alguns pocs pobladors, i gairebé sempre a redós i sota la protecció d'aquestes comunitats religioses. En el cas d'aquesta zona de la Conca del Duero, la repoblació monacal es va emprendre des del Convent de Santa María de Oreja, situat a mig camí entre Langayo i Campaspero, i avui dia pràcticament desaparegut, tot i que n'existeixen algunes ruïnes.

### Primers temps
No existeixen documents oficials que atestin la fundació de Campaspero, però amb total seguretat i com tots els pobles de la zona, el nucli primitiu de Campaspero tenia una població entre 10 i 15 famílies al pas del segle xi al segle xii. Seguint la teoria de la repoblació monacal del convent de Santa María de Oreja podrien haver arribat al que avui és Campaspero unes famílies procedents del País Basc, que s'haurien instal·lat al que avui és el centre del poble, prop del pou que ha servit de font durant segles. Campaspero, per tant, podria haver estat l'únic poble de la zona, al costat de Lovingos, que va tenir una repoblació de tipus monacal, mentre que la resta van ser repoblats de forma municipal. Existeix també la possibilitat que la localitat nasqués amb una diferent remesa de repobladors a la dels pobles del sexmo de Valcorba. Així, Campaspero compartiria llaços amb els pobles de La Churrería, i tendria en comú l'origen repoblador. El poblador d'aquestes terres, a l'igual de les de Valladolid, podria haver estat Pedro Ansúrez, o el senyor de Perosillo, Pero Siello.
La primera referència escrita de Campaspero apareix el 1247, en un document de la diòcesi de Segòvia, on aportava 16 morabatins i tres sous, d'acord amb la població.
Campaspero, per la situació, era junt a Minguela l'últim poble de la Comunitat de Vila i Terra de Cuéllar; per tant, les seves terres feien frontera amb la Comunitat de Vila i Terra de Peñafiel. Per això, amb relació a la propietat de les terres al Sexmo de Valcorba, es van produir innombrables conflictes i plets des del segle xiv fins al segle xvi.
Així, el 1396, Ferran d'Antequera, posteriorment Ferran I d'Aragó i en aquell temps Duc de Peñafiel, va escriure cartes als consells de Peñafiel, Minguela i Campaspero, instant-los a aprofitar pacíficament els termes comunals.
Aquestes cartes van ser la resposta a les reclamacions de Diego Veçeynte, veí de Minguela, al qual dos veïns de Peñafiel li havien robat dues mules. Passat un temps, el 1401, el senyor Ferran va anomenar un dels seus vassalls jutge per intentar de donar fi a les incessants querelles presentades entre ambdues viles. El vassall Sancho Ferrández, oriünd de Medina del Campo, va realitzar la reunió amb ambdues parts al claper que dividia els termes de Minguela i de Oreja, i per tant, els d'ambdues Comunitats de Vila i Terra. El claper, que marcava la jurisdicció de tots dos consells, avui dia encara és visible en aquest camí, dins el terme municipal de Campaspero; es coneix com el Majano de la Yunta. El conflicte es va resoldre el 9 de gener de 1402 amb el veredicte de col·locar fites al llarg de tota la línia divisòria entre ambdues jurisdiccions, cosa que no va saldar les diferències entre ambdues parts. Per col·locar les fites es va cridar veïns de les localitats implicades, hi havia cada vegade com testimonis un veí de Minguela i un altre de Cogeces del Monte per part de la Tierra de Cuéllar.

### Etapa fins alseglexix

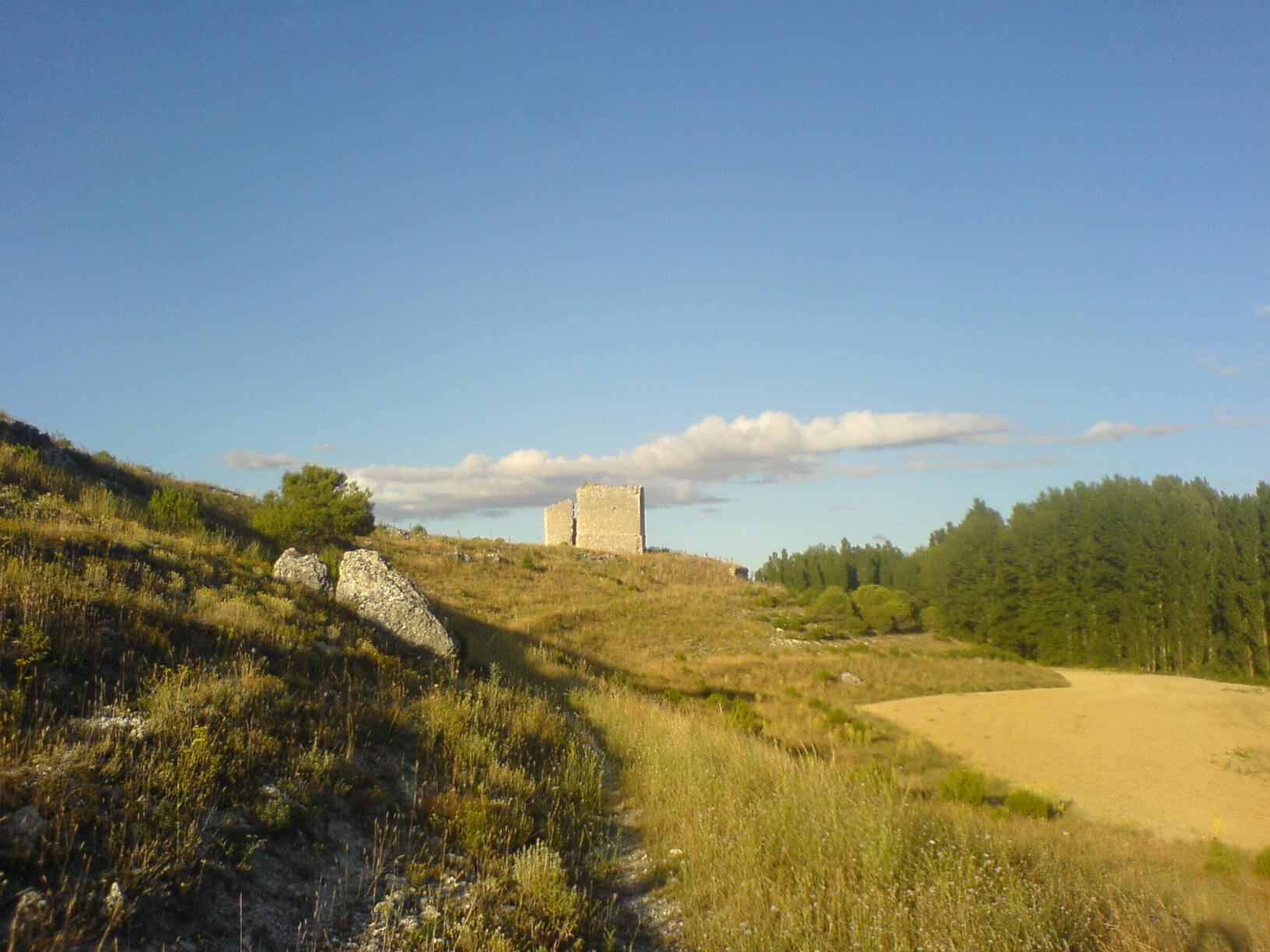
Minguela, desaparegut al

Al començar el segle xvii, es va iniciar a Castella un gran descens demogràfic. Molt pobles van desaprèixer i els que van superar aquesta etapa van minvar molt. A començament de segle, tot indicava que Campaspero era un poble predestinat a desaparèixer. Però no va ser així, i la localitat va reeixir mantenir la població d'uns huitantena d'habitants, gràcies en part a la desaparició de pobles veïns com Minguela, Pociague i Pociaguillo, abans de 1640. Una part dels habitants d'aquests llocs van instal·lar-se a Campaspero, pal·liant en part el retrocés demogràfic. Amb aquests canvis, els campasperans van obtenir noves terres de conreu, que fins aquell moment pertanyien als llocs despoblats.
Per aquella època, Campaspero era en una situació d'aïllament geogràfic i en un clar endarreriment respecte a la resta dels pobles de la zona. A partir del segle xvi, quan Bahabón hi va reformar l'església parroquial, es va iniciar la reconstrucció o reforma de les velles esglésies de les localitats, edificis construïts al segle xi. Campaspero, en aquell temps, ni tan sols tenia els fons necessaris per reparar els danys de la vella església de Santo Domingo, i a la dècada del 1620 va arribar a amenaçar ruïna. Davant la manca de fons de la parròquia i la urgent necessitat d'unes reparacions, el bisbat de Segòvia va decidir recaptar diners en forma d'una col·lecta entre totes les esglésies de la diòcesi, aconseguint-se així la xifra necessària per a emprendre l'obra, que es va iniciar el 1632. La situació era d'una pobresa tan gran, que ni tan sols es mantenia encesa l'espelma del Santíssim. El mateix succeïa amb els pressuposts de la parròquia, que eren àmpliament superats pels de les localitats veïnes.
Quan Juan Cuervo Monedero va arribar a la parròquia local, es va acabar la situació d'inestabilitat. A causa de les poques rendes de què disposava la parròquia, els capellans de Campaspero acostumaven a viure en la pobresa, per la qual cosa aquest no era un poble molt desitjat pels sacerdots. Durant algunes dècades, el curat de la localitat passava de mà en mà, i els sacerdots regien la parròquia només uns pocs anys. Amb el curat de Cuervo Monedero, es van comprar objectes per a la vetusta església i es van construir diversos ruscs, els beneficis dels quals van anar directament a l'església. El 1680, a la mort de Cuervo Monedero després de 23 anys de sacerdoci a Campaspero, l'estabilitat es va mantenir amb l'arribada a la parròquia de Miguel González de Sepúlveda. Amb aquest sacerdot, es van registrar els primers llibres de delmes, existint contribucions molt importants, el que fa deduir que ja hi havia persones amb un important nombre de caps de bestiar i de terres de conreu.
Gràcies a l'apogeu del poble, es va decidir de dotar la vella església d'un retaule que, pel seu cost, havia de tenir un valor econòmic i artístic important.

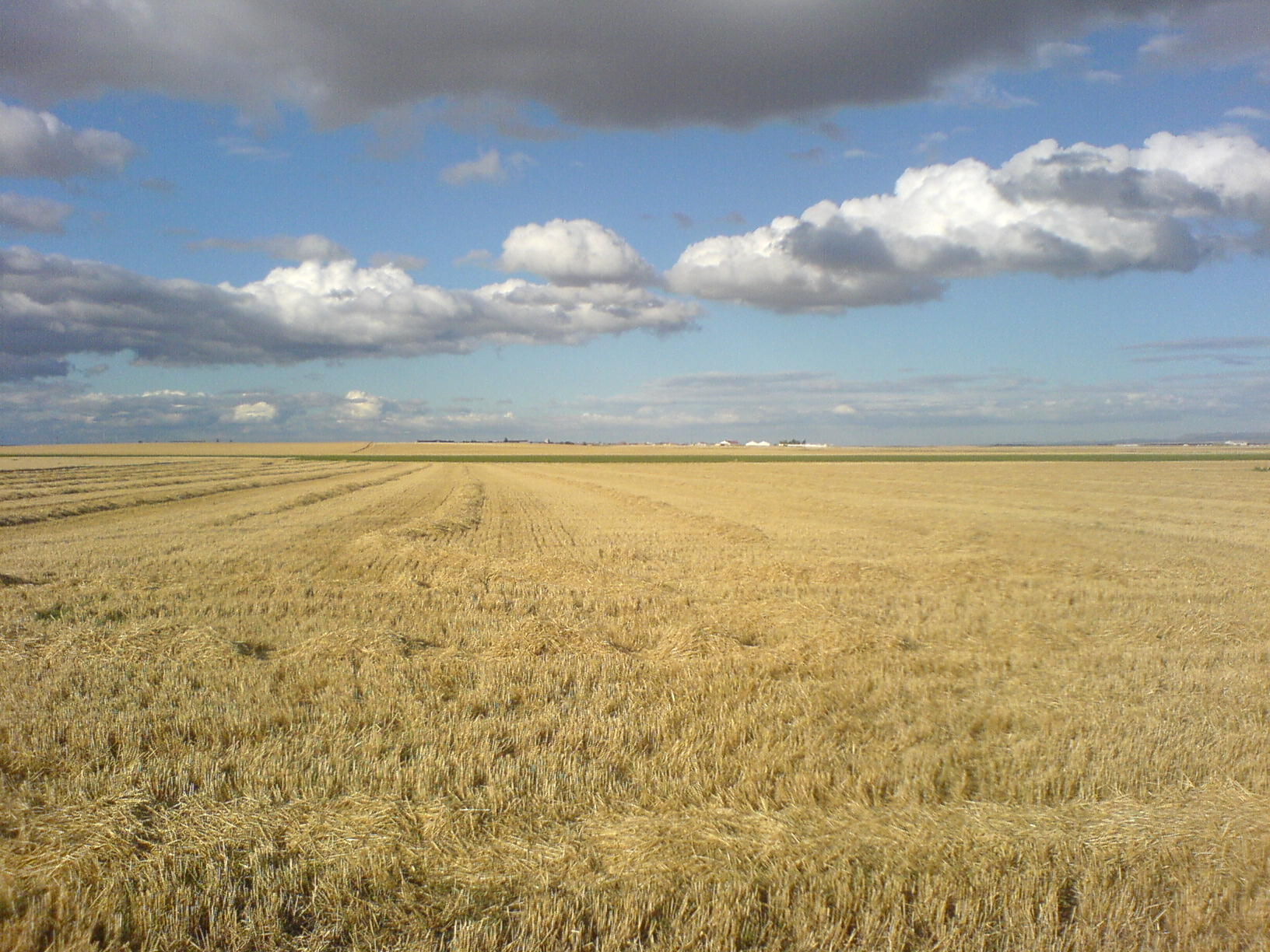
Els grans camps de cereals, paisatge de Campaspero.

Quan va constatar l'augment la contribució dels delmes, el bisbe de Segòvia va pressionar la parròquia perquè construís uns graners per emmagatzemar els cereals. L'ordre es va dictar el 1693 i la construcció va començar tantost. Igualment, es va tornar a tancar el cementiri. Així doncs, les despeses de la parròquia havien estat més que notables comparat als anys anteriors. S'ha de tenir en compte que, el 1707, a la mort del sacerdot Miguel González de Sepúlveda, el poble ja tenia uns dos-cents habitants.
El 1741, va arribar a Campaspero Francisco Julián de les Monjas, un sacerdot procedent de Paradinas, a Segòvia. Es tracta del capellà més destacat de tots els que han ocupat la parròquia. Va ocupar el càrrec durant cinquanta anys, fins a la seva mort. En aquest perído, el poble van conèixer el més gros creixement de la història de la localitat, que va perdurar fins al segle xx. Quan va arribar, els habitants li van comunicar unes inquietuds; i la més important era la construcció d'una ermita a Sant Ramon Nonat. El capellà va decidir d'ajornar aquest projecte, malgrat el beneplàcit del bisbe de Segòvia. Va preferir reformar les graneres, per a augmentar-ne la capacitat d'emmagatzematge. Va aconseguir, així mateix, augmentar els ingressos de la parròquia, parcialment gràcies a una sèrie de multes que imposava a qui infringia alguna norma de conducta cristiana i va reduir les despeses. Les graneres van emmagatzemar quantitats molt importants per a la població de Campaspero, que només van ser superades per les de Cogeces del Monte que, en aquells dies, triplicava en població Campaspero. En gran part, l'augment dels ingressos era degut a l'augment de la població.
Amb la Divisió territorial d'Espanya de 1833, Campaspero i tots els municipis integrants del sexmo de Valcorba van passar de la província de Segòvia a la de Valladolid.

### Campaspero actual

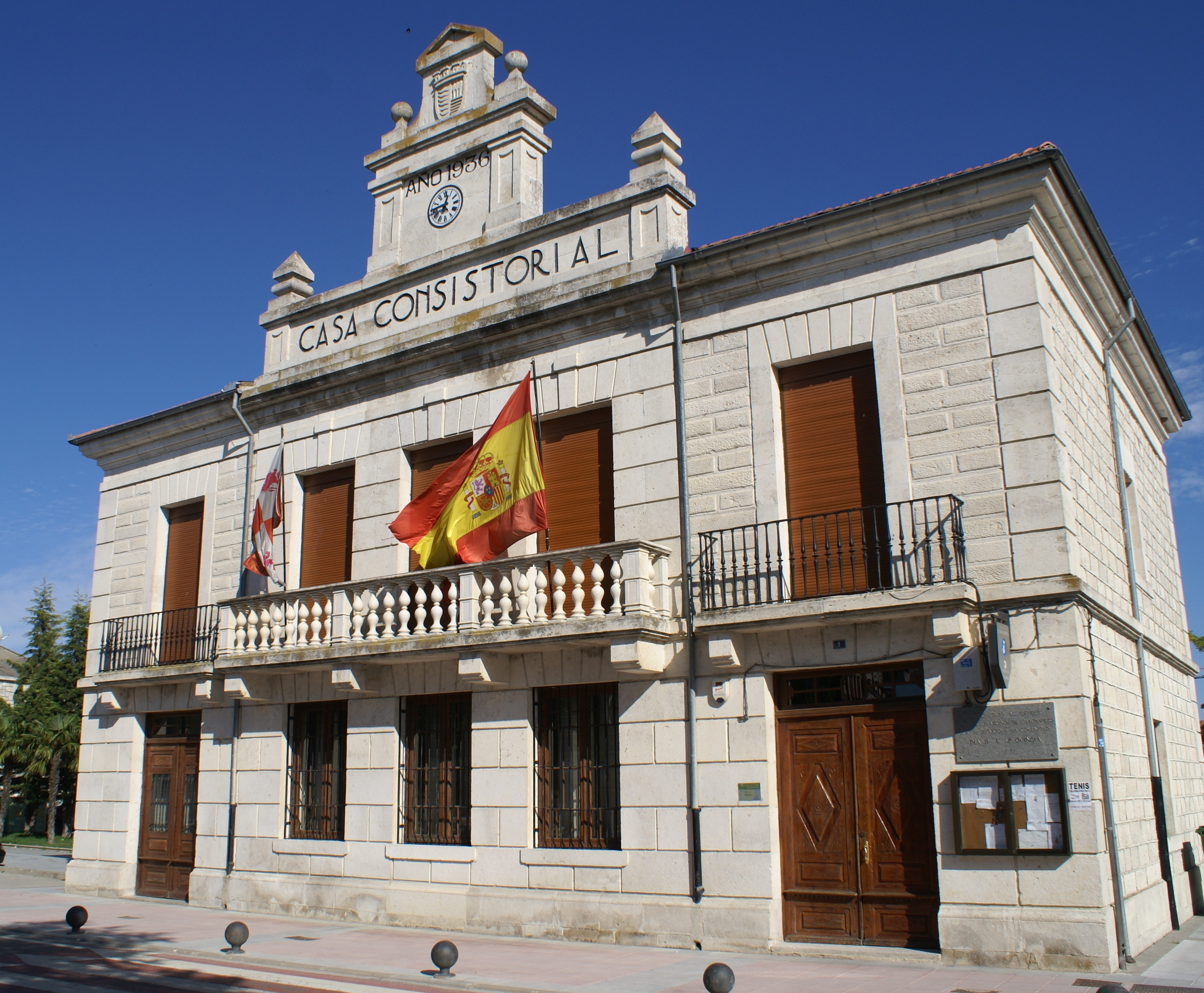
L'ajuntament de Campaspero, construcció del

L'arribada del ferrocarril a Peñafiel, a la línia que connectava Valladolid amb Ariza, a Saragossa i el desenvolupament de l'energia elèctrica van contribuir al desenvolupament de Campaspero. Durant la dècada del 1920, dues empreses s'hi van disputar la instal·lació de la línia elèctrica; com a conseqüència va existir dues xarxes de distribució: la de Martín Moral, que subministrava energia produïda al molí de Padilla de Duero, i la de Pedro Hernando i Cía, que subministrava electricitat des del Molino del Lobo.
Durant la Segona República, Andrés Soria era batlle, es va iniciar la construcció de la nova Casa Consistorial i es va acabar el 1936.
Durant la Guerra civil espanyola, Campaspero es va integrar al bàndol nacional, com la resta de localitats de la zona. Durant la guerra van morir uns vint veïns que van combatre als diversos fronts.
Campaspero es va veure agraciat el 1944 amb un premi de 7.500.000 de pessetes per al número 33.037, del Sorteig Extraordinari de Nadal. El 1945, es va crear la línia de telègraf que va connectar Campaspero amb Peñafiel. En aquesta dècada va passar a l'arxidiòcesi de Valladolid, i sortir de la diòcesi de Segòvia a la qual havia estat adscrita des del seu naixement.
El 1984, el poble va tornar a guanyar un altre premi nadalenc, amb diversos dècims adquirits a Valladolid. Durant la dècada del 1980 hi va haver-hi unes quantes iniciatives de reforestació, principalment amb la plantació de pins pinyoners. A la fi dels anys 1980 es va emprendre la construcció del poliesportiu i el frontó municipal, que es van inaugurar ambdós el 1991. De la mateixa manera, es va reformar la Plaça Mayor, i es va derruir el vell dipòsit d'aigua. Darrerament, el poble s'ha dotat d'una nova biblioteca municipal, d'una residència d'ancians i d'una font cibernètica que es va instal·lar al costat de l'església, i ha estat costejada per la Diputació Provincial de Valladolid i la Junta de Castella i Lleó.

## Geografia
| Olombrada Hontalbilla Vegafría Moraleja Campaspero Adrados Perosillo |

 Comarca de La Churrería
Campaspero s'assenta sobre els Altos de la Mula, damunt un sòcol de calcària de 30 metres de gruix. La vegetació és escassa, amb l'excepció d'alguna pineda. És a 919 metres d'altitud sobre el nivell de la mar i, de la província, és la localitat a més altitud.
Limita al nord amb Langayo i Molpeceres, pedania de Torre de Peñafiel; al sud amb la província de Segòvia, concretament amb les localitats d'Olombrada, Moraleja de Cuéllar (pedania d'Olombrada), Fuentes de Cuéllar i Lovingos, aquestes dues últimes, pedanies de Cuéllar. A l'est limita amb Fompedraza i Canalejas de Peñafiel; a l'oest amb Cogeces del Monte, Bahabón i el torrent Valcorba.
Dista 52 km de la capital provincial, Valladolid, i és a mig camí entre els dos nuclis més importants de la zona, Cuéllar i Peñafiel, a 15 km.
Actualment, Campaspero és l'únic poble de Valladolid que forma part de La Churrería, comarca integrada per municipis segovians amb l'única excepció de Campaspero. L'origen d'aquesta comarca podria remuntar-se als temps de la repoblació. Les localitats d'Olombrada, Vegafria, Moraleja de Cuéllar, Perosillo, Adrados i Hontalbilla comparteixen un mateix origen.

### Clima
El clima és del tipus mediterrani continental, com la resta de la província i de bona part de la comunitat autònoma. Probablement el refrany castellà, «Nou mesos d'hivern i tres d'infern», el defineix a la perfecció.
Les precipitacions es reparteixen al llarg de l'any de forma prou irregular, encara que hi ha un mínim acusat a l'estiu i un màxim a la tardor i primavera. La precipitació anual és de 435 mm i la humitat relativa mitjana al llarg de l'any és del 65%. A l'any hi ha 2.534 hores de sol i 71 dies de pluja.
Les temperatures són força extremes, amb diferències prou importants entre el dia i la nit, amb una mitjana anual de 12,3 °C. Els hiverns són freds, amb freqüents boires i glaçades, moltes més que a la capital, probablement per l'altitud i la situació orogràfica. Per això, també és més propensa a patir nevades que la capital, Valladolid, que és la que compta amb unes dades climàtiques de referència per a la província. Els estius són, per regla general, calorosos i secs, amb màximes al voltant dels 30 °C, però les mínimes són fresques, superant lleugerament els 13 °C.

### Hidrografia
Poble d'altitud, Campaspero no compta amb cap curs fluvial. A escassos metres de la fi del terme, però ja a Bahabón, neix el Valcorba, torrent afluent del Duero pel marge esquerre i que recorre Bahabón, Torrescárcela, Aldealbar, Santibáñez i desemboca al Duero al terme de Traspinedo.

A causa d'aquesta falta d'aigua superficial, els campasperans sempre van haver de cercar mètodes per aconseguir-la. Així, hi ha dos pous pràcticament mil·lenaris: el Pozo Abajo i el Pozo Arriba. L'aigua, s'obtenia d'aquests pous mitjançant una peça de cuir. Els sondejos a la recerca d'aigua van ser especialment intensos a mitjan segle xx, davant la necessitat d'aigua per al rec. L'escriptor val·lisoletà Miguel Delibes, referint-se a Campaspero, va escriure la següent cita: 
| «                | Castella presenta una cara tan foradada com un formatge de Gruyère. Per aquestes terres àrides, l'aigua hi és tan valuosa com el petroli. Els pobles rivalitzen en operacions de sondeig, activitat especialment intensa a Campaspero, el poble de les pedreres. Centenars de pous foraden la forta terra de greda i argila endurida i, gràcies a ells, encara que amb una tendència moderada a la baixa, la demografia se sosté, no s'ha ensorrat com tants pobles després de la pomposa industrialització dels anys 60. Recorrent els seus carrers s'adverteix una vila vital, benestant, un pèl arrogant. | » |
| — Miguel Delibes | |   |

Però els pous no eren la font d'aigua adequada per a una altra mena de feines, com rentar la roba, per això pràcticament cada dia es produïa una marxa de dones de Campaspero rumb a Minguela, per a rentar la roba, dones conegudes com les «mingueleres». Les dones recorrien la distància d'uns cinc quilòmetres que separa Campaspero del despoblat Minguela per rentar la roba a les aigües del Valcorba, el que provocava algunes disputes amb els veïns de Bahabón.

## Evolució demogràfica

### Orígens
Durant els seus primers anys, Campaspero va ser habitada per una sèrie de famílies que havien construït les cases a la zona del poble coneguda actualment com «la Gran Florida», junt a l'antiga església, lloc que ocupa actualment el cementiri vell. El 1247, la població no superava les vint famílies, és a dir, uns vuitantena d'habitants. Difícilment la població va superar els cent habitants durant el període comprès entre la fundació i el segle xvi, pel que era el poble més petit de la zona, junt a Pociague.

### L'explosió demogràfica a partir delseglexvii
El 1600, la població va arribar als 100 habitants, és a dir, unes vint-i-cinc famílies. El 1640, gràcies a la desaparició de Minguela, la població va créixer lleugerment i al llarg de tot el segle xvii, va ser l'única localitat del Sexmo de Valcorba al qual la població va incrementar.
Al segle xviii la població va continuar creixent, a un ritme cada vegada més gran, de tal manera que el 1720 sobrepassava àmpliament els dos-cents habitants. Ja al Cadastre d'Ensenada, de 1749, superava els 250 habitants i el 1790 va assolir els 500. Així, en acabar el segle, tenia més de 670 habitants, per la qual cosa a tot el segle xviii, Campaspero havia quintuplicat la població. El ritme es va mantenir durant tot el segle xix i va atènyer, a començament del segle xx, gairebé els 1.400 habitants.

### Actualitat
Campaspero té una població, avui dia, d'uns 1.400 habitants, que contrasten amb els 2.350 que tenia als anys 1960. Tot i així, és el segon municipi més important de la zona i el vint-i-vuitè de la província de Valladolid.
Els darrers anys, la creixent davallada de la població s'ha vist frenada per l'arribada d'immigrants, procedents fonamentalment de Bulgària i Romania. Tanmateix, avui dia, la població campasperana és una població envellida, amb un nombre força més gran d'ancians que de menors de vint anys. Igualment, la taxa de mortaldat és molt superior a la de natalitat.
Durant l'hivern, la població real no arriba als 1.000 habitants, a causa del gran nombre de persones que el passen fora de la localitat, en general a Valladolid. Tanmateix, a l'estiu la població s'incrementa notablement.

### Endogàmia i llinatges
A causa de l'aïllament geogràfic dintre de la zona, al passat hi havia una clara tendència cap a l'endogàmia, el que ha provocat que només hi predomini un petit grup de cognoms. El predominant és García. Segueixen, però a gran distància, els Hernando, Arranz i Soria. Finalment, hi ha els Martín, Acebes, Díez, Pascual i Verdugo. Es tracta d'un cas únic a tota la província de Valladolid, l'únic cas similar és a Santiago del Arroyo, (entitat local menor de San Miguel del Arroyo) amb el cognom Sastre.

## Economia
Les activitats econòmiques predominants a l'origen eren l'agricultura, l'obra de pedra picada, i la ramaderia ovina.
Durant segles, hi predominava el cultiu de cereals, especialment el blat, el sègol, l'ordi i alguns llegums. Existien també algunes vinyes, i el vi era destinat principalment al consum propi.

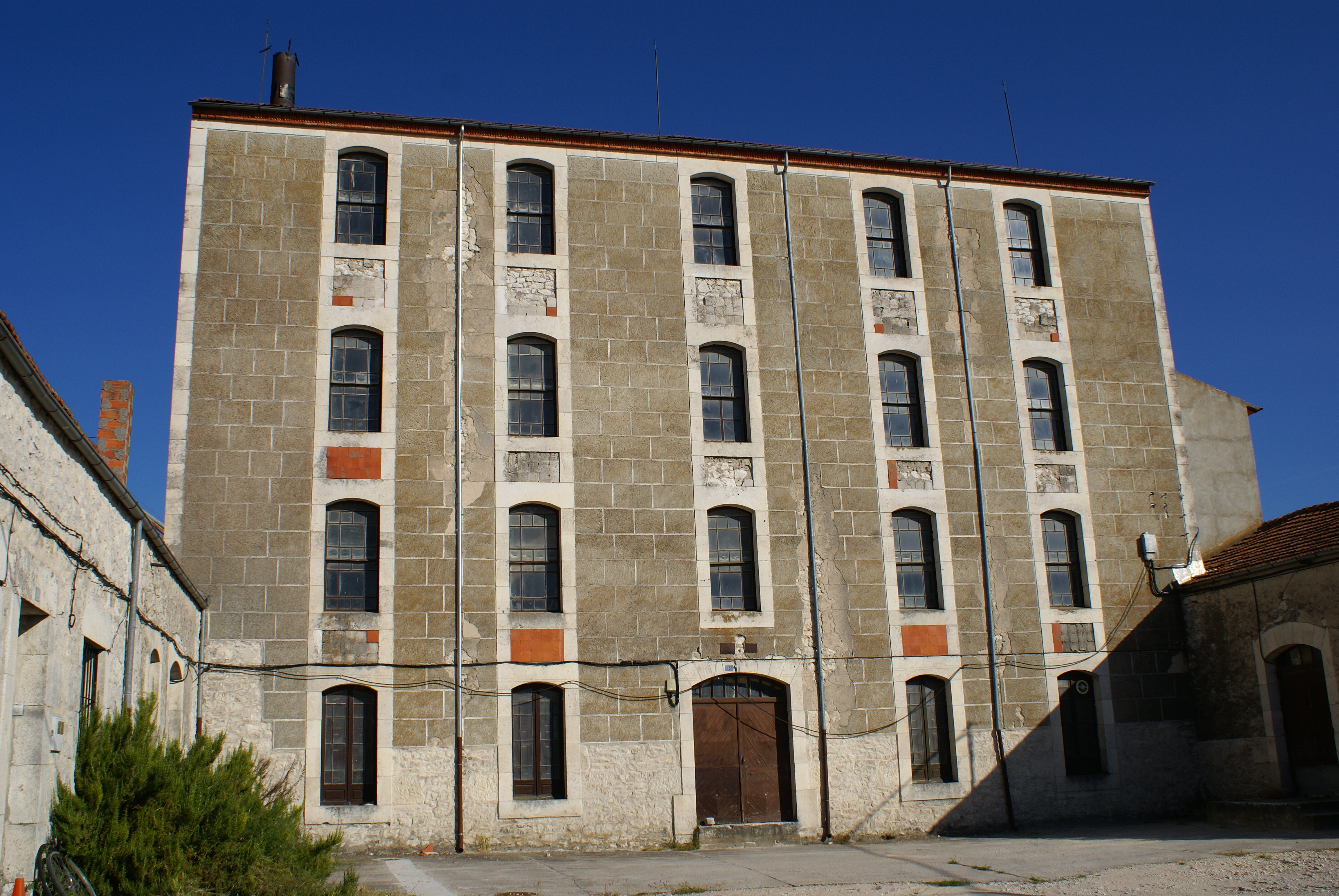
La vella farinera de Campaspero actualment abandonada

A partir del segle xviii, coincidint amb l'apogeu del curat de Francisco Julián de les Monjas, s'hi van produir canvis als conreus, i s'hi va introduir la roja, (Rubia tinctorum) per l'arrel, que és un bon tint natural per a la indústria tèxtil, i per les seves llavors, el granat de la roja.
El paisatge de Campaspero, en aquell temps es va sembrar de parcel·les de color vermellós, que contrastaven amb el verd i groc del cereal. La roja es va mantenir com conreu predominant fins al segle xx, quan va ser substituïda per nous cultius, com la patata i la remolatxa. Aquesta última ha estat el cultiu més important de tots que s'hi han conreatal llarg de tot el segle xx. Va provocar centenars de perforacions a la recerca d'aigua per al regadiu i va liderar l'ascens de la localitat fins als primers llocs de producció de la remolatxa de tot Espanya. Viloria qualifica la roja i la remolatxa com els cultius més importants de tots els que hi han existit, tant pels beneficis que han aportat al poble com pel volum de l'explotació.
Industrialment, cal destacar la presència que al llarg del segle xx van tenir les farineres, que molien blat dels camps propis i de localitats pròximes.

### Sector primari

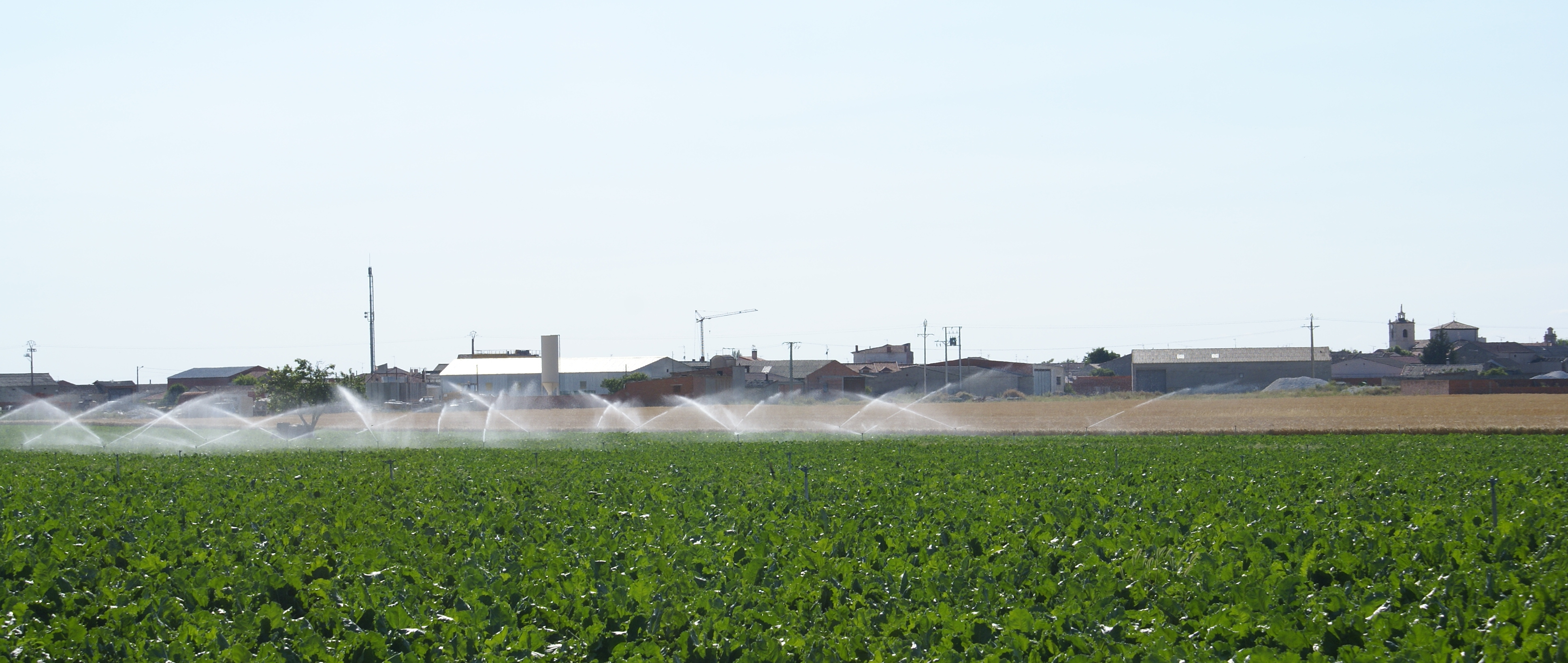
Vista de Campaspero des de les seves terres

Al sector primari, l'agricultura continua sent el mitjà de subsistència de la majoria dels campasperans. Els principals cultius, avui dia, són els d'ordi, de blat, de remolatxa i de patata, aquests dos últims de regadiu. També hi ha alguns terrenys de vinya.
La ramaderia es limita a uns ramats d'ovelles i alguna explotació porcina, però ha perdut el pes econòmic que tenia en el passat.

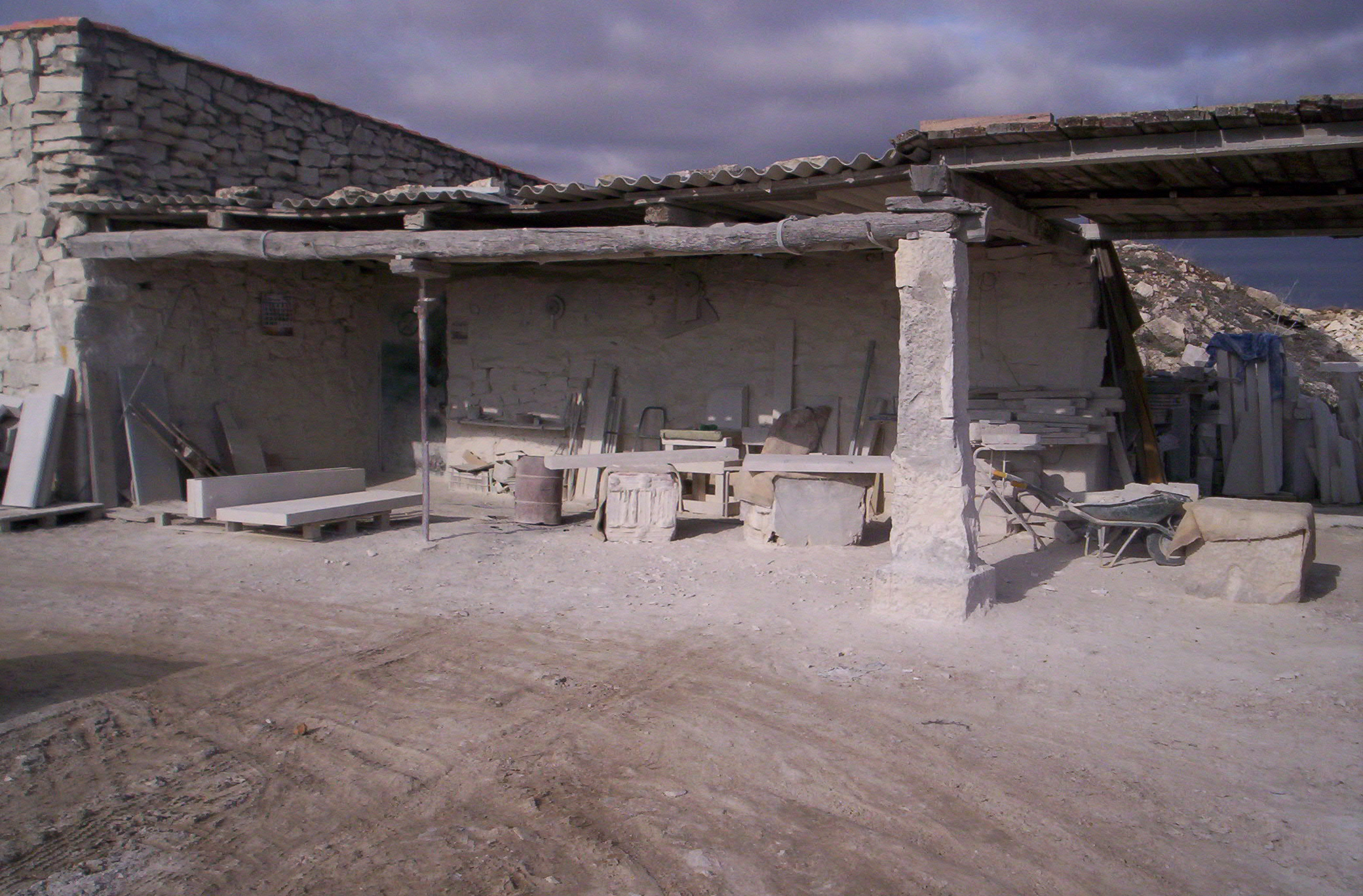
Taller d'obra de pedra picada tradicional de la localitat

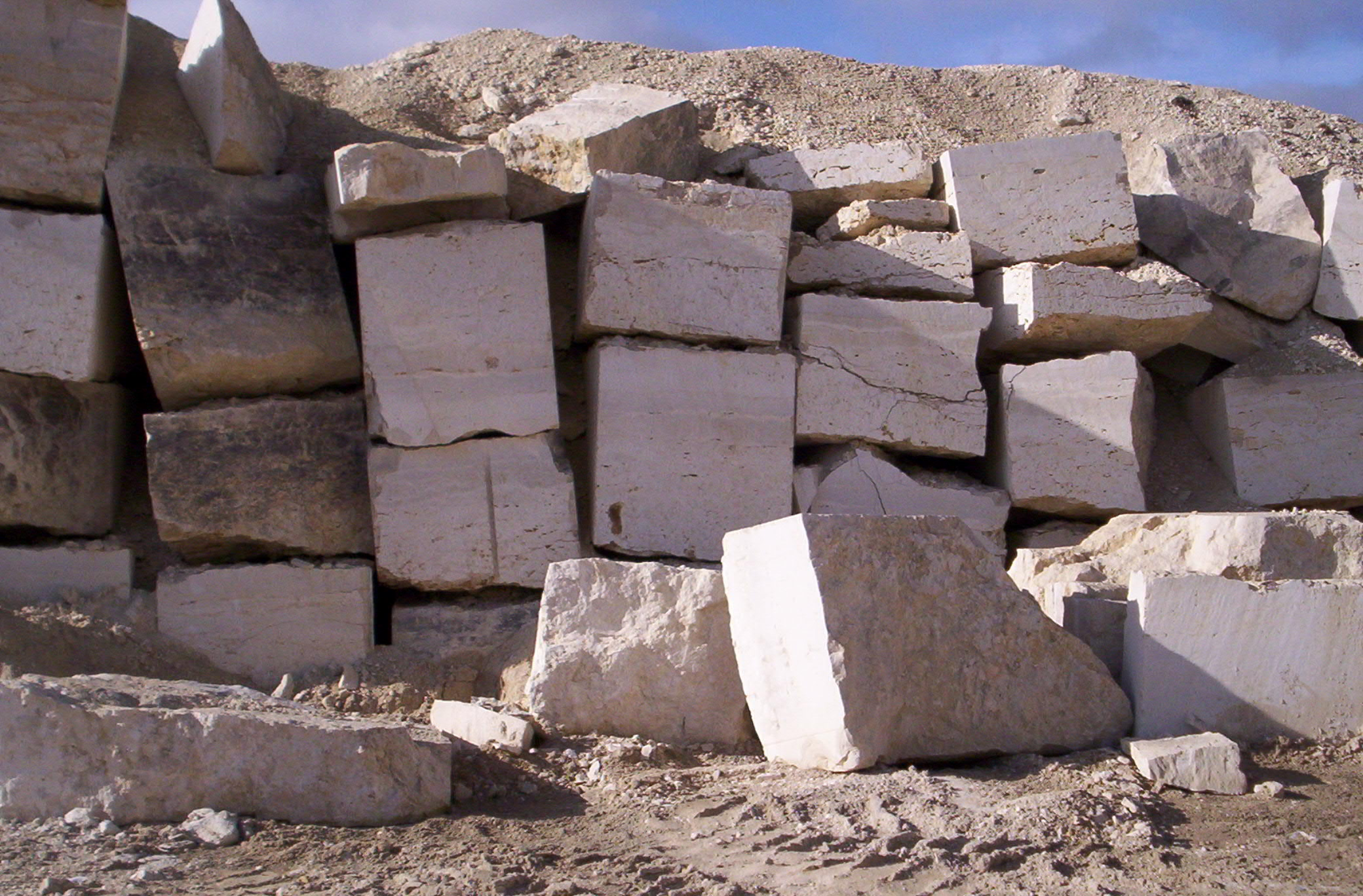
Blocs de roca calcària bruta a les pedreres

Distribució en percentatges de la població treballadora de Campaspero:
Agricultura (117 persones)
Sector serveis (91 persones)
Indústria (77 persones)
Construcció (55 persones)
Aquestes dades són del desembre de 2007; cal afegir, a més, 142 autònoms i 198 treballadors per compte d'altri.

### Sector secundari. Les pedreres
La construcció ocupa un 16% de la població activa de Campaspero, i així és una de les activitats més importants del sector secundari al costat de l'obra de pedra picada.
L'obra de pedra picada és la part més representativa del sector secundari i això des de la fundació va deu centenaris. Les pedreres de roca calcària han aportat fama internacional al poble. És una calcària dismicrítica, d'origen sedimentari, amb algunes cavitats pertanyents al Miocè.
La pedra s'ha fet servir i es fa servir en molts edificis de la zona, especialment a les províncies de Valladolid, Segòvia i Guadalajara, com per exemple: el castell de Peñafiel, la catedral de Valladolid, San Pablo de Valladolid, la Façana de la Universitat de Valladolid, l'església de San Felipe Neri de Valladolid i multitud d'esglésies parroquials, creuers i d'altres edificis. Des de fa segles, les pedreres han atret als picapedrers d'altres llocs de la península, especialment de Galícia i el País Basc, i ja són esmentats als documents relatius a la construcció de la nova església al segle xviii.
Actualment, les tres empreses més importants del sector picapedrer són Piedras Campaspero, Piedras de Castilla i Marmolera Vallisoletana, comptant ambdues amb pedreres pròpies. És el centre de referència picapedrer de la província de Valladolid, que concentra nou de les onze pedreres de la província.
Amb el pas del temps, gradualment, ha anat desapareixent gairebé tot l'ofici artesanal per donar pas a la tècnica i els processos de caràcter industrial tot i que, afortunadament, encara queden alguns artesans. Actualment, encara treballen la pedra de manera manual, i amb eines que els ajuden a treure'n panteons, façanes i fonts senzilles i elegants. Els picapedrers de Campaspero no han oblidat l'antic ofici i, si molt convé, executaran a mà, algun encàrrec especial, com ara escuts o restauracions d'obres antigues.
Els darrers anys s'ha plantejat la idea de construir-hi un Museu de la Pedra.

### Sector serveis
El sector serveis és, després de l'agricultura, el que aglutina més campasperans. A la fi finalitzar de 2007, hi havia uns vint comerços, setze al detall i quatre a l'engròs.
Com a equipament bàsic, el 2007 hi havia dues sucursals bancàries, tres sucursals de caixes d'estalvis, tres restaurants, dos hostals, una casa rural, un total de catorze bars o cafès, i una farmàcia.
Els comerços al major més importants de la localitat són la fàbrica d'embotits Germans Acebes i la fàbrica de dolços, confiteria i rebosteria F. Soria, i els productes d'ambdues empreses són exportats a tot Espanya.

## Política
L'ajuntament de Campaspero té la seu a la plaça major, a la Casa Consistorial. L'actual alcalde és Julio César García Hernando, del Partit Popular (PP). Per llei, i d'acord amb el nombre d'habitants que té la localitat, el nombre de regidors que formen l'ajuntament en són nou.
Els partits polítics presents a l'àmbit local són: 
- Partit Popular (PP), amb cinc representants que governen en majoria absoluta.
- Partit Socialista Obrer Espanyol (PSOE), amb tres, al front dels quals es troba Ana Belén Sanz Arranz.
- Candidatura Independent (CI), amb una única regidora, Ana María García García.[50][Cal actualitzar]

## Infraestructures
Les principals vies d'accés són:
| Identificador | Procedència                                                                          |
| ------------- | ------------------------------------------------------------------------------------ |
| VP-2303       | Des de Valladolid, Cogeces del Monte i Bahabón.                                      |
| VA-223        | Des de Cuéllar, província de Segovia, Fompedraza i Peñafiel (travessa la localitat). |
| VP-2001       | Des de Moraleja de Cuéllar.                                                          |
| VP-2002       | Des de Olombrada.                                                                    |

Vies d'accés a Campaspero per carretera

La principal carretera és la VA-223, que travessa el municipi i que l'uneix amb Cuéllar i Peñafiel. Formen part de la xarxa de carreteres autonòmiques de la Junta de Castella i Lleó. La segona carretera en ordre d'importància és la VP-2303, que connecta Campaspero amb Traspinedo, enllaçant amb la N-122; és la via més ràpida cap a Valladolid. És la terminal de la línia d'autobús d'una línia d'autobús cap a Valladolid, que passa per Cogeces del Monte, Santibáñez de Valcorba, Traspinedo i Tudela de Duero. És un servei a càrrec de l'empresa Linecar.

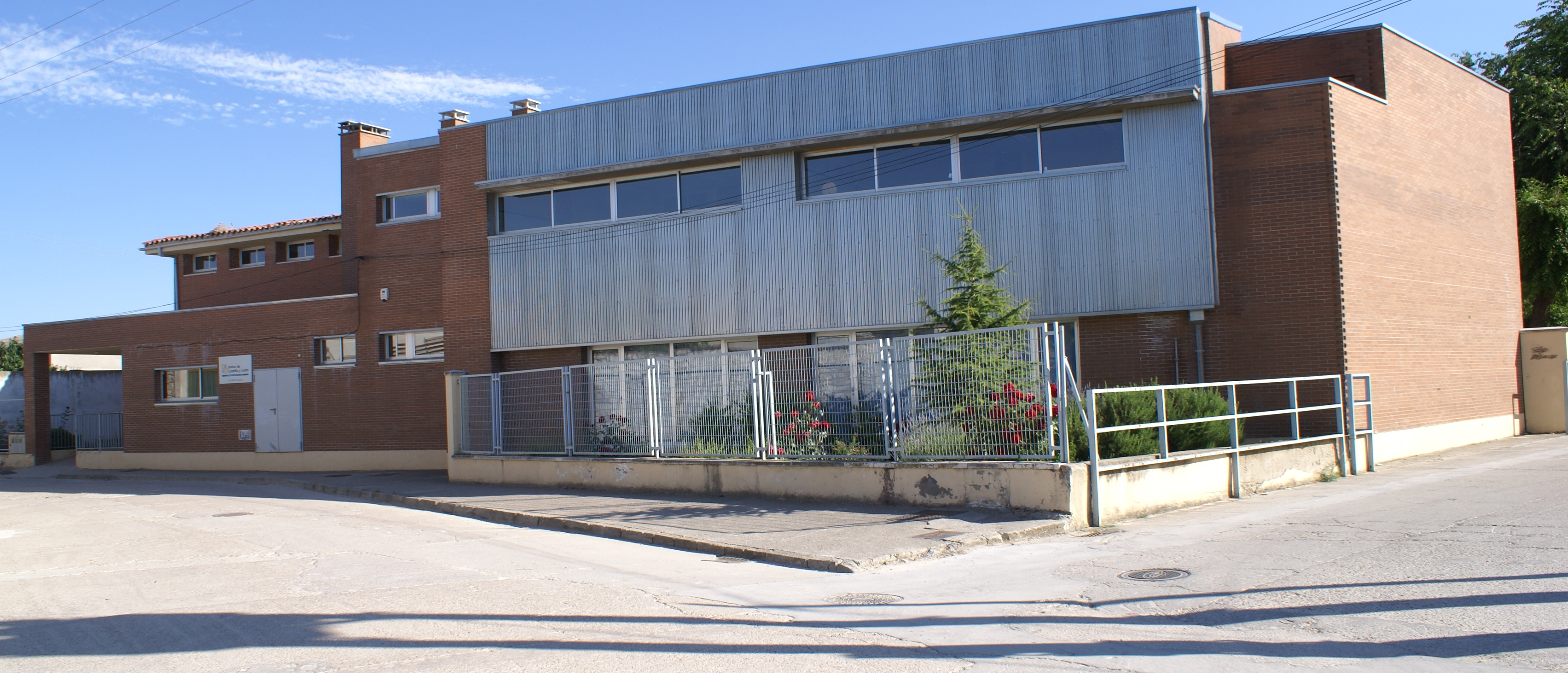
Col·legi d'Educació Primària Jorge Guillén

Hi ha un centre d'atenció primària, amb dos metges de capçalera, infermeria i tanatori. Per a les consultes mèdiques urgents cal dirigir-se al centre de salut de Peñafiel, i en casos greus, al centre mèdic de Valladolid II-Est.
Té un centre d'educació primària, el Col·legi Públic Jorge Guillén, que le 2007 tenia quatre aules, quaranta-cinc alumnes i vuit professors. Per als estudis d'educació secundària i batxillerat, els alumnes han d'anar als instituts de Cuéllar.

## Cultura

### Església

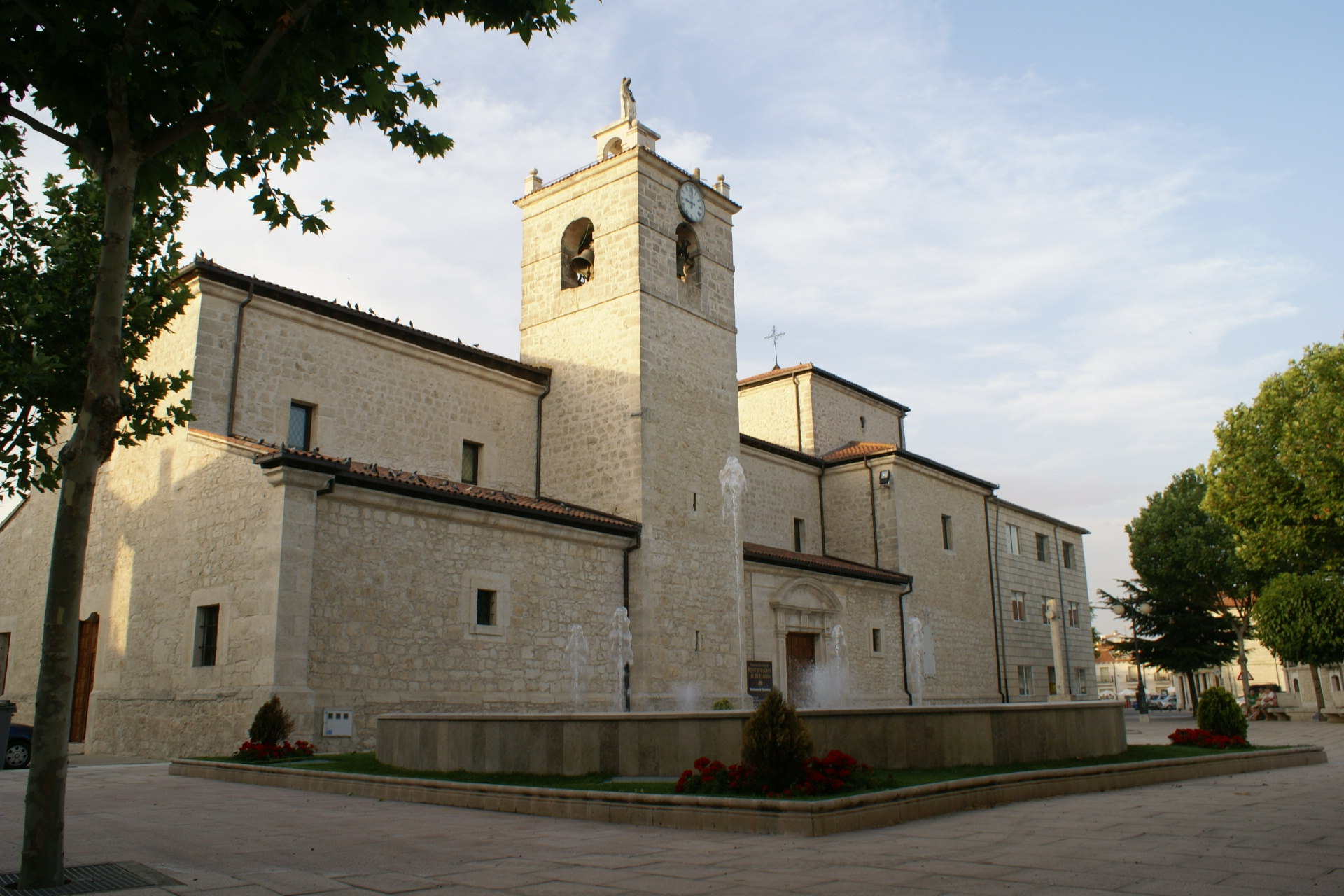
Església de Campaspero

El 1756 el sacerdot Francisco Julián de las Monjas va declarar davant el bisbe de la diòcesi la seva intenció de construir una nova església. Va obtenir tots els permisos i tenia els diners necessaris. La nova església de Santo Domingo de Guzmán se situaria als afores del poble, al sud-oest, i en una petita elevació del terreny.

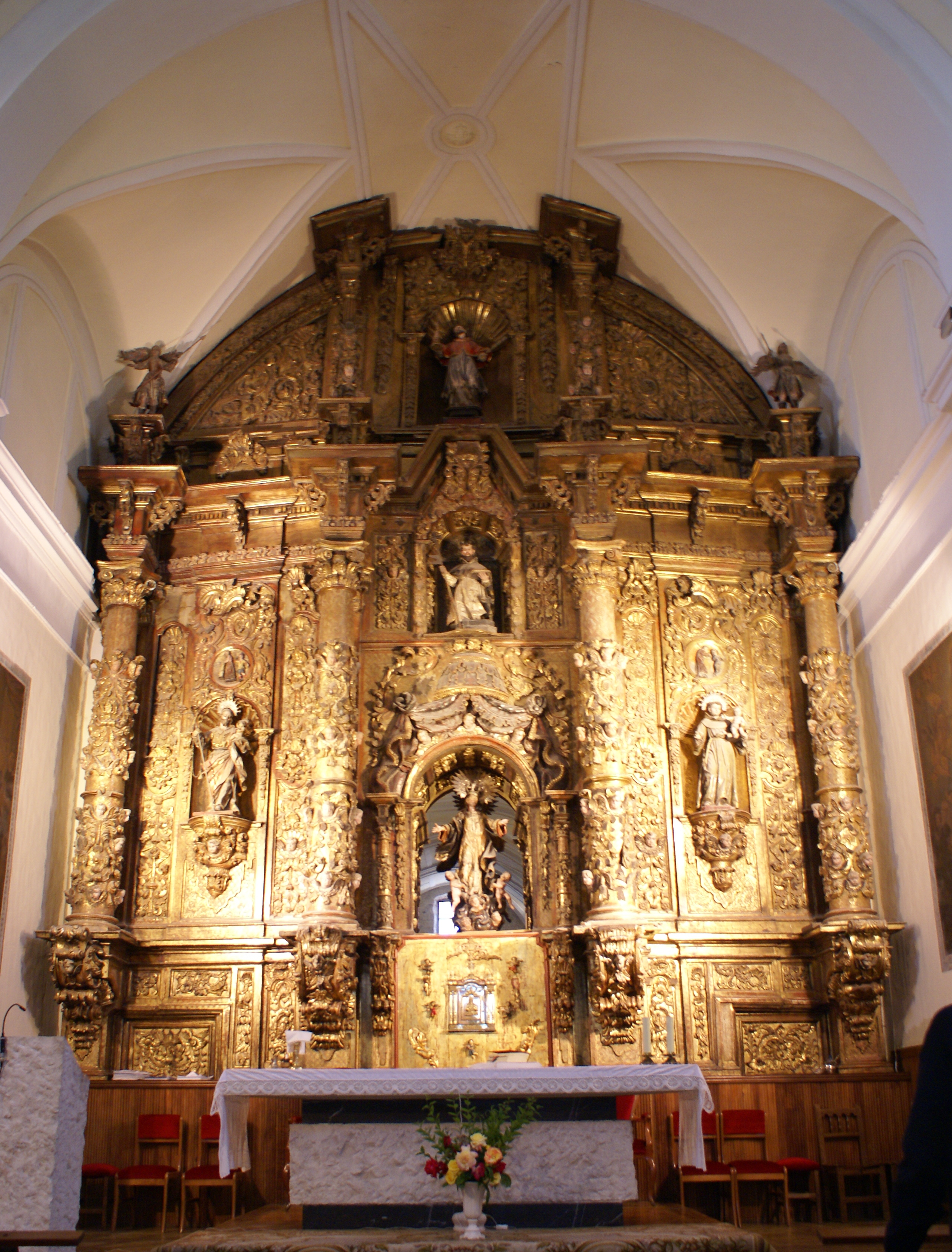
Retaule major de l'església de Santo Domingo de Guzmán

Així doncs, les obres van començar a la darreria de 1757, i es van liquidar grans quantitats de gra per a finançar l'obra. Entre 1758 i 1759 es va acabar la major part de la construcció del nou temple. La pedra, en conjunt, procedia de les pedreres locals. Es pot destacar que per a la construcció, Campaspero no hi havia menester de cap ajut econòmic per part de la diòcesi, qüestió que denota la categoria que havia adquirit el poble. La nova església es va inaugurar el 8 d'agost de 1760, festivitat de Sant Domènec de Guzmán.
És un temple d'una nau molt allargada, composta per sis trams, coberta amb una volta de canó i amb llunetes. Al creuer hi ha una petita cúpula i els braços laterals s'obren amb volta de canó també amb llunetes. L'arc de triomf és de mig punt i als peus de la nau hi ha un cor alt. La sagristia s'obre al costat de l'Evangeli i el pòrtic és d'arc mixtilini. Abans la fi del segle es van fer les últimes obres, principalment a la torre i al pòrtic així com algunes reparacions més petites.
Poc després es va iniciar el procés d'ornamentació de l'interior del temple, començant pels objectes més elementals. Després d'alguns anys sense despeses als comptes parroquials, el 1765 s'encarrega el nou retaule de la parròquia. Antonio Bentosa, de Sepúlveda va ser encarregat de la realització. Pedro Baamonde, escultor de Peñafiel, va esculpir la imatge de Nostra Senyora de l'Assumpció, i probablement també la nova efígie de Sant Domènec, del 1769. Dintre del retaule, es van afegir també les escultures de Sant Tomàs d'Aquino i Sant Vicenç Ferrer. Per acabar es va adquirir una nova creu parroquial per a l'església.
A la banda esquerra del presbiteri hi destaca una escultura del Crist Crucificat, de la fi del segle xvi i que probablement fou tallada a Cuéllar per Roque Muñoz. A la banda dreta, un retaule mostra una imatge de la Mare de Déu del Rosari.

### Gastronomia
Tot i que el famós «camp aspre» ha donat poques oportunitats als llauradors, sobretot per l'escassetat d'aigua d'unes terres altes i pedregoses, els seus habitants han aconseguit obtenir del sòl prou producció per, almenys, alimentar bona part de la població.
Com que la ramaderia predominant és l'ovina, els anyells són un dels plats característics de la gastronomia de Campaspero. S'hi poden tastar dues de les especialitats més gustoses de la regió: el típic anyell rostit i la graellada de costelles.
També cal destacar els productes de la fàbrica de llaminadures, confiteria i rebosteria Dulces F. Soria. S'hi elaboren dolços com pastes fullades i pastes de te, i també postres de Nadal com massapà o els amarguillos, una especialitat local, tots elaborats de forma artesanal.

### Festes

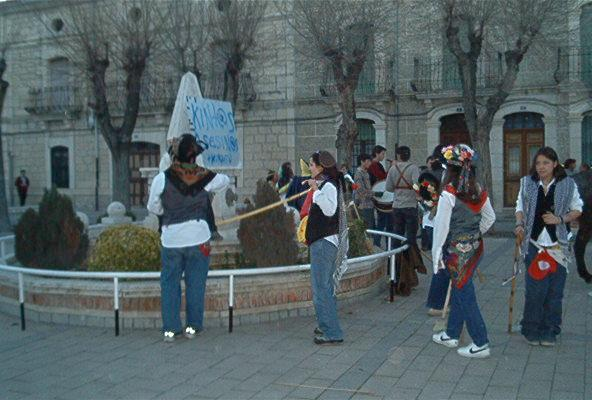
Festa dels Quintos de Campaspero

Les primeres festes de l'any són el Carnestoltes, en la qual els quintos, que antigament eren els nois joves que havien de fer el servei militar, en són els protagonistes. En aquesta festa, els mossos pidolen pels carrers del poble mentre toquen la dolçaina. El dia més important del programa és el dimarts, escollit pels quintos per organitzar les tradicionals curses de galls.
La següent festa anual és la de la Pentecosta, un diumenge normalment de final de maig, en què els parroquians treuen en processó la Vírgen del Amor Hermoso, que presideix una festa especialment divertida per als més menuts, ja que poden participar en diversos jocs i competicions esportives.
Les festes patronals són el dia 8 d'agost, festa del sant patró, Sant Domènec de Guzmán. Després de la missa major i la processó, l'ajuntament serveix un refrigeri als veïns i visitants a la Plaça Major. La resta del programa es completa amb curses de braus i «capeas» que recorren els carrers de Campaspero, i, des de fa uns anys, un concurs de «cortes».

### Teatre
Des dels temps de la Segona República Espanyola, hi ha activitats teatrals a la sala d'actes de la Casa Consistorial i en l'actualitat van a càrrec d'Ajucampa.

### Llengua
Entre les localitats veïnes es reconeix la gent de Campaspero per la seva originalitat idiomàtica i l'ús de vocables propis de la varietat septentrional del castellà. La universitat de Lleó recull Campaspero al seu Diccionario de variantes del castellano.
La manera de parlar de Campaspero podria qualificar-se com rotunda, amb una entonació característica i unes expressions contundents i accentuades. Les frases, són en general, escarides i concloents. Destaquen els usos dels imperatius. Cal afegir-hi un gran nombre d'expressions i paraules pròpies de la localitat, que encara que actualment estan en retrocés entre els joves, encara poden sentir-se entre la gent del poble.

## Esport

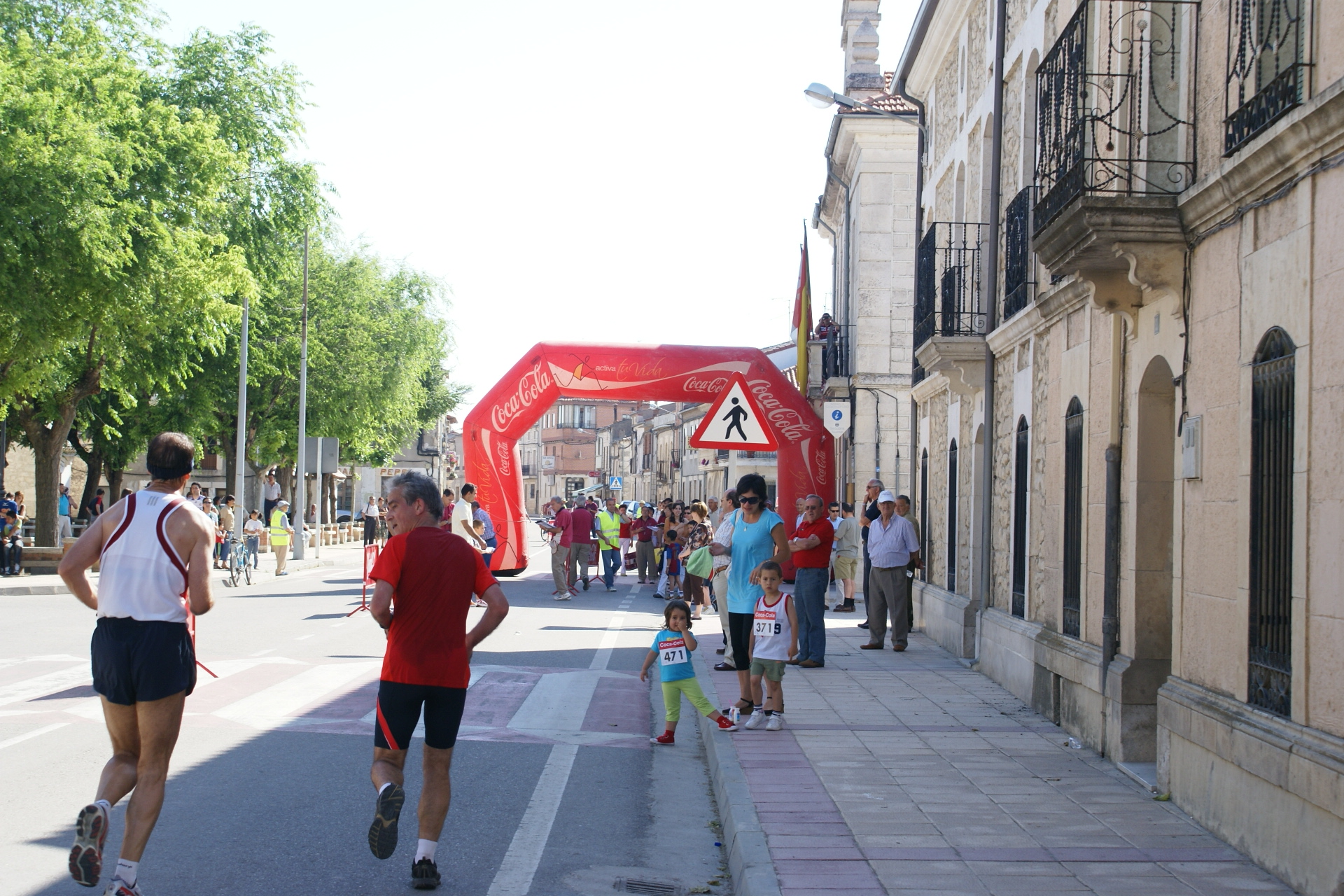
La Mitja Marató de Sant Domènec de l'any 2008

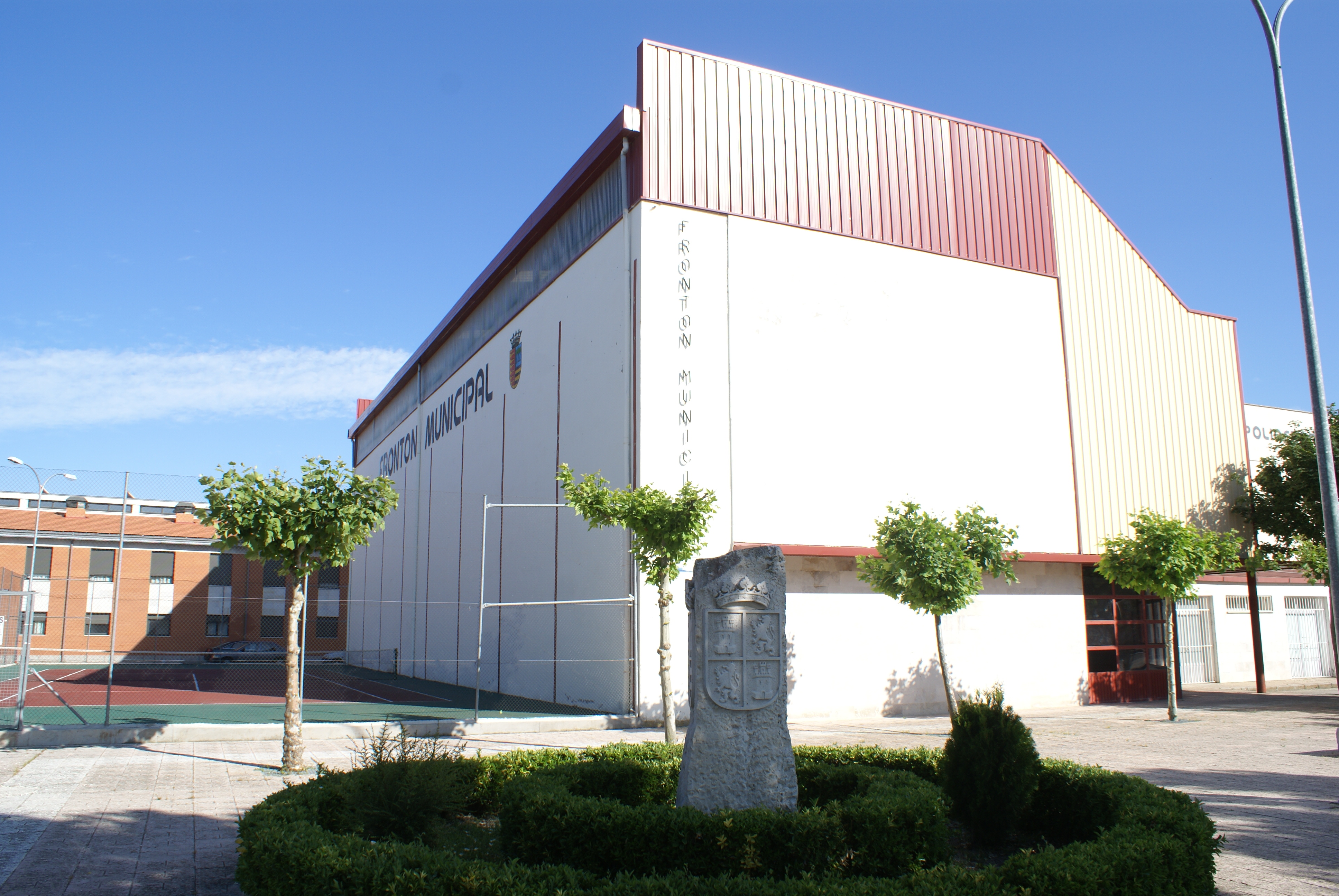
Frontó municipal

Campaspero té un club de futbol sala, que l'any 2009 va ser el campió a nivell provincial dins la categoria masculina. A l'agost, amb motiu de les festes patronals, s'organitza un torneig de futbol sala entre equips locals i veïns. Igualment, al frontó municipal i amb motiu de les festes, es realitza un campionat de joc de pilota.
Als últims anys, han estat diverses les etapes de la Volta Ciclista a Valladolid que, o bé han travessat la localitat, o han tingut com punt d'arribada el municipi.
El gran esdeveniment esportiu és la Mitja Marató de sant Domènec, que se celebra des del 1981 a mitjan juny. L'organitza l'ajuntament, en col·laboració amb la Junta de Castella i Lleó, la Diputació Provincial de Valladolid, Caixa Espanya i l'Associació Cultural d'Amics de Campaspero. A més de la prova estàndard, n'existeixen d'altres per a les diferents categories de l'Associació Internacional de Federacions d'Atletisme, i dues més per a nens de sis i set anys i per a més petits de sis anys.

### Instal·lacions
El municipi compta amb un poliesportiu i un frontó, construïts a la fi de la dècada dels anys 1980. Així mateix té dues pistes de tennis, un camp de futbol –actualment en desús–, i una pista de patinatge.  Finalment, la piscina municipal té dues conques: la gran que mesura la meitat d'una piscina olímpica, i una altra de més petita.